# Vladimir Šipčić

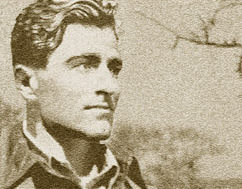
Vladimir Šipčić

Vladimir "Vlado" Šipčić (serbisch-kyrillisch Владимир "Владо" Шипчић; * 14. Januar 1924 in Mala Crna Gora bei Žabljak; Königreich Jugoslawien; † 29. Juli 1957 in Prijepolje, Sozialistische Föderative Republik Jugoslawien) war ein Kommandant der Tschetniks in Bosnien während des Zweiten Weltkrieges, bzw. der Jugoslawischen Armee im Vaterland (Jugoslovenska vojska u otadžbini – JVuO).

## Tätigkeit
In einem Befehl des Bosnischen Kommandos Südost vom 4. Juli 1952 an Marschall Tito wird angeführt, dass Šipčić „der gefährlichste Gegner“ sei. Seiner Bewegung dürfe keinen Raum zur Entfaltung zugestanden werden, eine Einigung der Tschetnik-Banden sei unter allen Umständen zu verhindern. Mit der Jagd auf Šipčić war auch Josip Broz Tito befasst. Er ordnete dem Polizeiapparat im Juli 1951 an, den Aufenthaltsort Šipčić und seines Stabs ausfindig zu machen, um sie zu vernichten. Im Juli 1957 wurde Šipčić im serbisch-bosnischen Grenzgebiet vom kommunistischen Geheimdienst OZNA festgenommen und getötet.